# NGC 6419
NGC 6419 ist eine 14,8 mag helle Spiralgalaxie vom Hubble-Typ Sa im Sternbild Drache am Nordsternhimmel, die schätzungsweise 364 Millionen Lichtjahre von der Milchstraße entfernt ist. Im gleichen Himmelsareal befindet sich die Galaxie NGC 6423.
Das Objekt wurde am 17. August 1883 von Lewis A. Swift entdeckt.